# Ян Пайонк
Ян Роман Пайонк (пол. Jan Roman Pająk; 12 травня 1906, Ясло — 1 листопада 1976, Краків) — польський футболіст, за амплуа — захисник.

## Біографія
Народився 12 травня 1906 р. у місті Ясло. Футбольну кар'єру розпочав у місцевій команді «Чарні». У 1930—1931 рр. виступав за львівську «Лехію». 5 квітня 1931 р. відбувся дебютний матч його команди у І лізі чемпіонату Польщі проти хожувського «Руху». Ян Пайонк брав участь у 21 матчі чемпіонату та двічі відзначився у воротах суперників. Проте більшу частину своєї футбольної кар'єри, а це 1932-1939 рр., провів у складі футбольного клубу «Краковія». Тут він досяг визначних результатів, а саме у 1932 і 1937 рр. разом з командою ставав чемпіоном Польщі та 1934 р.— віце-чемпіоном Польщі, а на його рахунку було 119 проведених матчів за клуб та 9 забитих голів.
За національну збірну дебютував 10 вересня 1933 р.у матчі проти збірної Югославії. Другий, і останній, свій матч у футболці гравця національної збірної Польщі відіграв 25 травня 1934 р. проти збірної Швеції.
Помер 1 листопада 1976 року у Кракові, де й похований.